# My1 Gruis
My1 Gruis (μ1 Gruis, förkortat My1 Gru, μ1 Gru) som är stjärnans Bayerbeteckning, är en dubbelstjärna belägen i den mellersta delen av stjärnbilden Tranan. Den har en kombinerad skenbar magnitud på 4,79 och är synlig för blotta ögat där ljusföroreningar ej förekommer. Baserat på parallaxmätning inom Hipparcosuppdraget på ca 11,9 mas, beräknas den befinna sig på ett avstånd på ca 275 ljusår (ca 84 parsek) från solen.

## Egenskaper
Primärstjärnan My1 Gruis A är en gul till vit jättestjärna av spektralklass G8 III. Den har en radie som är ca 10 gånger större än solens och utsänder från dess fotosfär ca 88 gånger mera energi än solen vid en effektiv temperatur av ca 5 300 K.
Primärstjärnan, som har en skenbar magnitud av 5,20, har en svagare följeslagare av spektraltyp G med magnituden 6,68.